# I Guds tystnad får jag vara
I Guds tystnad får jag vara är en psalm, med text skriven 1984 av Jonas Jonson. Musiken är skriven efter 1735 i Herrnhut eller 1786 i Berlin.

## Publicerad i
- 1986 års psalmbok som nr 522 under rubriken "Stillhet - meditation".
- Psalmer och Sånger 1987 som nr 560 under rubriken "Att leva av tro - Stillhet - meditation".[1]